# 威爾第 (加利福尼亞州)
威爾第（英語：Verdi）是位於美國加利福尼亞州謝拉縣的一個人口普查指定地區。

## 地理
威爾第的座標為39°30′34″N 120°02′52″W / 39.50944°N 120.04778°W，而該地最高點為海拔高度2240米（即7349英尺）。

## 人口
根據2010年美國人口普查的數據，威爾第的面積為10.843平方千米，當中陸地面積為10.848平方千米，而水域面積為0.035平方千米。當地共有人口162人，而人口密度為每平方千米14人。